# Publicitat personalitzada
La publicitat personalitzada, també coneguda com a remàrqueting, és una tècnica publicitària que fan servir els anunciants en línia per “recapturar” consumidors que visiten un lloc web d'un detallista i el tanquen sense fer-hi cap compra. Funciona com un complement de les cerques, SEO i altres tàctiques de campanyes de màrqueting.
La publicitat personalitzada, com altres formes de personalització, fa servir informació bàsica, treta de les galetes que es troben en el navegador web de l'usuari, per servir anuncis. Els productes que apareixen a l'anunci que visualitza l'usuari són diferents per a cada individu: es mostren aquells productes que l'usuari ha vist anteriorment al lloc web del detallista.

## Models de fixació de preus
Els proveïdors de publicitat personalitzada fan servir una varietat de models de preus per cobrar als anunciants els anuncis que els consumidors han vist. Tres dels models més rellevants són:
- CPM (cost per mil)
- CPC (cost per clic)
- CPA (cost per acció)

El cost per impressió (CPM) és una mesura comuna usada en la indústria de la publicitat en línia per cobrar als anunciants un inventari basat en un preu determinat per cada mil impressions. S'entén com a impressió cada vegada que un bàner publicitari es carrega en el navegador web d'un usuari.
El pagament per clic (PPC) cobra als anunciats per cada clic verificable que porta als consumidors al lloc web del detallista. A diferència del model CPM, que cobra una tarifa plana als anunciants, els anunciants que treballen amb el model PPC només paguen quan una persona fa clic damunt l'anunci.
El cost per acció (CPA) és un model de preu en què els anunciants paguen en funció d'una acció predeterminada (una compra, una visita, etc.), tot i que una venda completa és l'acció més comuna que es fa servir en aquest model.

## Problemes
Als Estats Units, diverses organitzacions, com ara la Federal Trade Commission, el Congrés i els mitjans, han manifestat preocupació pels problemes de privacitat sorgits amb aquest tipus de publicitat; no obstant això, els proveïdors de publicitat personalitzada responsables no recullen informació personalment identificable dels consumidors. Els proveïdors desconeixen l'edat, el sexe o altra informació personal de l'usuari. De fet, depenen de les dades recollides amb les galetes que els llocs web que l'usuari visita col·loquen en els seus navegadors web. La informació no és compartida entre els editors, altres anunciants o terceres parts, i no es pot vincular a un usuari específic. Als Estats Units no s'ha legislat sobre aquesta pràctica, sinó que es confia en la indústria i en les organitzacions globals, com ara l'Interactive Advertising Bureau, la Network Advertising Initiatve i TRUSTe per autoregular-se. L'octubre de 2010, la IAB va donar a conèixer la seva icona d'opció de publicitat, que els llocs web dels associats col·locaran devora els bàners publicitaris que recullin dades de l'usuari no personals.